# Селчоара (Димбовіца)
Селчоара (рум. Sălcioara) — село у повіті Димбовіца в Румунії. Входить до складу комуни Селчоара.
Село розташоване на відстані 51 км на північний захід від Бухареста, 25 км на південний схід від Тирговіште, 147 км на схід від Крайови, 104 км на південь від Брашова.

## Населення
За даними перепису населення 2002 року у селі проживали 188 осіб, усі — румуни. Усі жителі села рідною мовою назвали румунську.